# Formula 3 Euro Series 2009

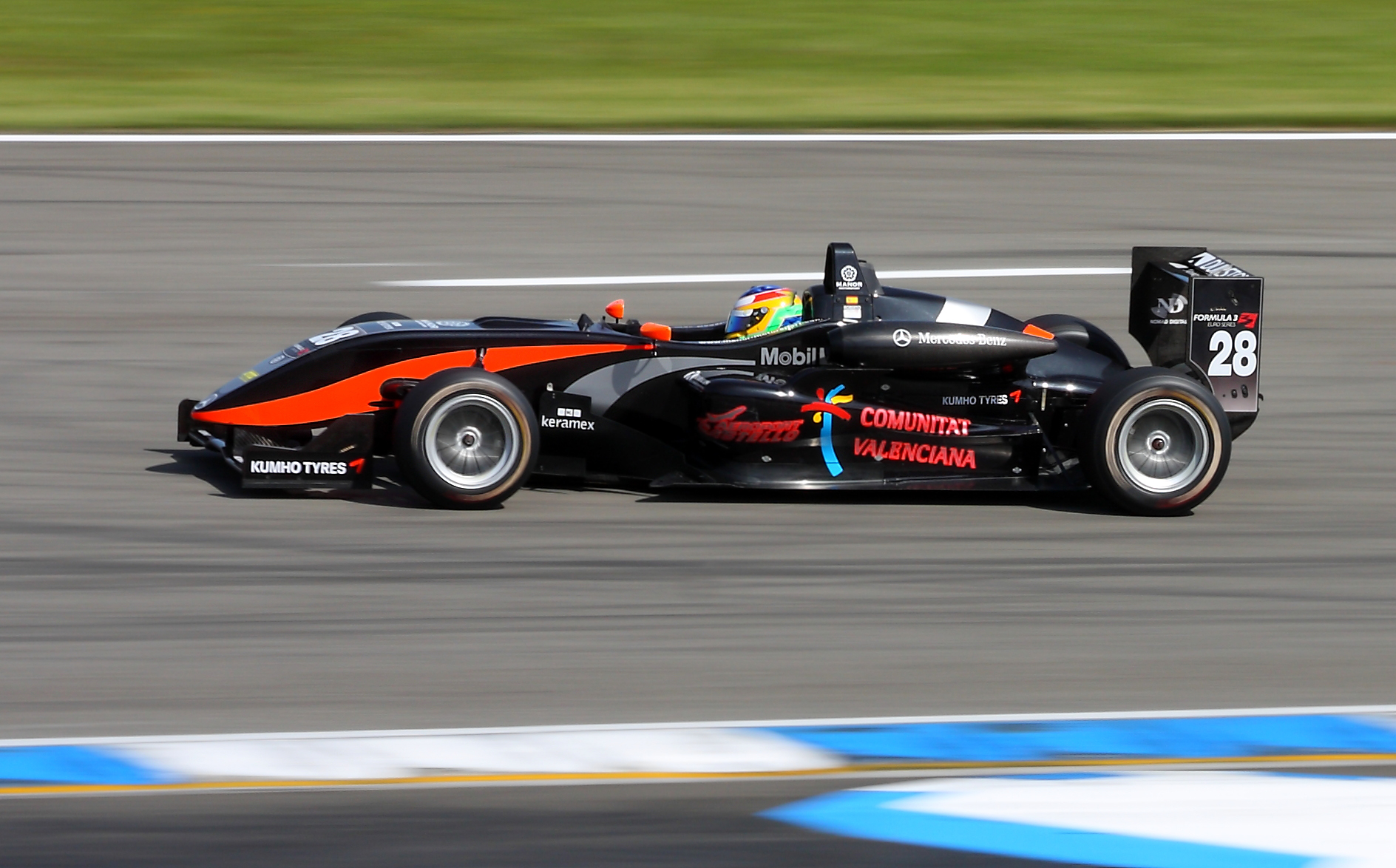
Roberto Merhi på Hockenheimring 2009.

F3 Euroseries 2009 kördes över 20 heat under 10 helger. Jules Bianchi slog igenom på allvar genom att dominera säsongen fullständigt. Han vann sju av tio förstaheat, och tog hand om två segrar från fjärde startled i heaten med omvänd startordning.

## Delsegrare
| Bana         | Vinnare            | Vinnare              |
| ------------ | ------------------ | -------------------- |
| Hockenheim   | Stefano Coletti    | Jean-Karl Vernay     |
| Lausitzring  | Jules Bianchi      | Christian Vietoris   |
| Norisring    | Jules Bianchi      | Christian Vietoris   |
| Zandvoort    | Jules Bianchi      | Jules Bianchi        |
| Oschersleben | Jules Bianchi      | Christian Vietoris   |
| Nürburgring  | Jules Bianchi      | Alexander Sims       |
| Brands Hatch | Mika Mäki          | Brendon Hartley      |
| Barcelona    | Jules Bianchi      | Renger van der Zande |
| Dijon        | Christian Vietoris | Jules Bianchi        |
| Hockenheim   | Jules Bianchi      | Jean-Karl Vernay     |

## Slutställning
| Plats | Förare               | Poäng |
| ----- | -------------------- | ----- |
| 1     | Jules Bianchi        | 114   |
| 2     | Christian Vietoris   | 75    |
| 3     | Valtteri Bottas      | 62    |
| 4     | Alexander Sims       | 54    |
| 5     | Jean-Karl Vernay     | 47    |
| 6     | Mika Mäki            | 43    |
| 7     | Roberto Merhi        | 42    |
| 8     | Sam Bird             | 40    |
| 9     | Esteban Gutiérrez    | 26    |
| 10    | Stefano Coletti      | 19    |
| 11    | Brendon Hartley      | 15    |
| 12    | Henkie Waldschmidt   | 13    |
| 13    | Christopher Zanella  | 11    |
| 14    | Andrea Caldarelli    | 11    |
| 15    | Renger van der Zande | 7     |
| 16    | Basil Shaaban        | 6     |
| 17    | Jake Rosenzweig      | 6     |
| 18    | Marco Wittmann       | 6     |
| 19    | Atte Mustonen        | 4     |
| 20    | Tiago Geronimi       | 2     |